# التقي محمد
التقي محمد المستور هو أبو الحسين الإمام أحمد المستور التقي بن الوافي أحمد
ولد عام 198 هجري وتوفي عام 225 هجري ويعتبر الإمام التاسع لللإسماعيلين بكافة طوائفهم.
| قبله: الوافي أحمد | أئمة الشيعة الإسماعيلية | بعده: الزكي عبد الله |